# Polityka celna
Polityka celna – to wykorzystywany przez państwo system instrumentów, praw i procedur regulujących obrót towarów przez granicę celną. Wedle innych definicji, jest to całokształt działań państwa (lub grupy państw funkcjonujących w ramach unii celnej) odnoszący się do ustalania stawek opłat pobieranych przy wwozie lub wywozie towarów do danego kraju (lub obszaru celnego).
Na politykę celną składa się polityka taryfowa (głównie poprzez ustalanie stawek celnych, preferencji i ograniczeń taryfowych) i pozataryfowa (ograniczenia handlowe, np. sankcje, embarga, ograniczenia ilościowe, bariery techniczne, normy fitosanitarne i weterynaryjne, postępowania antydumpingowe i antysubwencyjne).
Polityka celna jest częścią polityki handlu zagranicznego, ustalająca cele gospodarcze dotyczące wymiany towarowej z zagranicą oraz dobór odpowiednich środków ich realizacji: zakres stosowania ceł, sposób ich ustalania, poziom stawek celnych, zasady poboru ceł, zakres i warunki stosowania ulg celnych itp.
Przesłankami stosowania ceł mogą być m.in.: ochrona interesów rodzimych producentów przed konkurencją towarów zagranicznych, sprzyjanie uprzemysłowieniu, a zwłaszcza rozwojowi nowych gałęzi produkcji, zmniejszenie bezrobocia, umacnianie bezpieczeństwa militarnego, dążenie do powiększenia zagregowanego popytu (poprzez ograniczenie odpływu pieniędzy za granicę), odwet za działania protekcyjne (protekcjonizm) ze strony innych państw, dążenie do zwiększenia dochodów budżetu państwa.